# Thiacidas clathrata
Trisula clathrata là một loài bướm đêm trong họ Noctuidae.